# ميهايلوفتسي
ميهايلوفتسي (بالبلغارية: Михайловци)‏ قرية تقع إدارياً ضمن مقاطعة غابروفو في بلغاريا. ويبلغ عدد سكانها 29 نسمة حسب تعداد 15 مارس 2015. تعتمد ميهايلوفتسي للبريد على الرمز البريدي 5347.